# Coupe de Belgique de football 2016-2017
Navigation
Édition précédente Édition suivante
La Coupe de Belgique 2016-2017 est la 62e édition de la Coupe de Belgique. Elle se termine par un derby ouest-flandrien et voit le SV Zulte-Waregem conquérir le deuxième trophée de son Histoire, onze ans après le premier.

## Remarque préliminaire
À la suite de la réforme qui est intervenue au terme de la saison 2015-2016, la dénomination des divisions a changé. Les deux plus haut niveaux de la hiérarchie, soit les deux divisions professionnelles, sont désormais appelées "D1A" et "D1B".
Afin d'éviter la confusion (avec la série de "D1 Amateur", nouvelle dénomination de la "Division 3") dans les tableaux ci-après, ces deux divisions les plus hautes seront identifiées "I" et "II".

## Fonctionnement - Règlement
La Coupe de Belgique 2016-2017 est jouée par matchs à élimination directe, à l'exception des demi-finales qui se disputent en rencontres aller/retour. Les équipes de Division 1 (Jupiler Pro League) ne commencent l'épreuve qu'à partir des seizièmes de finale.
Au total 312 clubs participent à la 61e édition de l'épreuve.
Pour l'édition 2016-2017, cinq tours préliminaires concernent 296 clubs issus de tous les niveaux inférieurs à la Jupiler Pro League. Au total, ces 296 équipes proviennent des divisions suivantes :
- 164 clubs provinciaux (p-)
- 60 clubs de Division 3 Amateur (D3 Am)
- 48 clubs de Division 2 Amateur (D2 Am)
- 16 clubs de Division 1 Amateur (D1 Am)
- 8 clubs de Proximus League (II)
- 16 clubs de Jupiler Pro League (I)

## Calendrier
Le tirage au sort des premiers tours éliminatoires qu'entament des cercles de Division 3 Amateur et de provinciales a lieu le 24 juin 2016, au siège de l'URSBSFA. C'est au même endroit, le lundi 29 août 2016 qu'a lieu le tirage intégral des autres tours.
| Nom                               | Tirage au sort | Date aller         | Date retour       | Équipes participantes | Équipes restantes |
| --------------------------------- | -------------- | ------------------ | ----------------- | --------------------- | ----------------- |
| Cinquième tour préliminaire       | 28 juin 2016   | 28 août 2016       | 28 août 2016      | 32                    | 32 à 16           |
| Seizièmes de finale               | 29 août 2016   | 21 septembre 2016  | 21 septembre 2016 | 32 (16+16*)           | 32 à 16           |
| Huitièmes de finale               | 29 août 2016   | 30 novembre 2016   | 30 novembre 2016  | 16                    | 16 à 8            |
| Quarts de finale                  | 29 août 2016   | 14 décembre 2016   | 14 décembre 2016  | 8                     | 8 à 4             |
| Demi-finale                       | 29 août 2016   | 17-18 janvier 2017 | 1er février 2017  | 4                     | 4 à 2             |
| Finale                            | 29 août 2016   | 18 mars 2017       | 18 mars 2017      | 2                     | 2 à 1             |
| * entrée des clubs de la D1 belge |                |                    |                   |                       |                   |

## Cinquième tour préliminaire
Ce cinquième tour comporte 16 rencontres entre les qualifiés du 4e tour. Les 16 vainqueurs sont assurés d'affronter un club de première division lors des seizièmes de finale. Ce tour de compétition est initialement programmé le dimanche 28 août 2016, mais des accords entre les clubs concernés peuvent intervenir pour avancer certains matchs au samedi 27 août 2016.
À partir de cette saison, c'est à ce tour que débutent les 8 clubs de Proximus League (II).
Au 5e tour, 16 rencontres (32 clubs) soit 8 de Proximus League (II), 9 de Division 1 Amateur, 12 de Division 2 Amateur, 3 de Division 3 Amateur, et 0 cercle provincial.
|  | Clubs qualifiés pour les 1/16 de finale |

| N°  | Équipe 1                             | Équipe 2                       | Score 90' | Score 120' | T au b |
| 265 | FC Olympia Beerschot-Wilrijk (D1-Am) | Cercle Brugge K. SV (II)       | 1-2       |            |        |
| 266 | K. FC Zwarte Leeuw (D2-Am)           | R. Antwerp FC (II)             | 1-4       |            |        |
| 267 | KM SK Deinze ( D1-Am)                | Lommel United (II)             | 1-3       |            |        |
| 268 | Torhout 1992 KM ( D2-Am)             | AFC Tubize (II)                | 0-4       |            |        |
| 269 | K. Londerzeel SK ( D2-Am)            | K. SV Roeselare (II)           | 1-2       |            |        |
| 270 | R. Stade Waremmien FC (D2-Am)        | K. Lierse SK (II)              | 2-8       |            |        |
| 271 | US Rebecquoise ( D3-Am)              | Oud-Heverlee Leuven (II)       | 1-1       | 1-1        | 3-5    |
| 272 | K. FC Oosterzonen (D1-Am)            | R. Union St-Gilloise (II)      | 3-2       |            |        |
| 273 | R. Sprimont Comblain Sport (D1-Am)   | FC Turnhout ( D3-Am)           | 2-2       | 2-2        | 7-6    |
| 274 | SK St-Niklaas ( D2-Am)               | Sporting Hasselt (D1-Am)       | 0-1       |            |        |
| 275 | K. Patro Eisden Maasm. ( D1-Am)      | K. FC Dessel Sport ( D1-Am)    | 0-6       |            |        |
| 276 | Racing Charleroi-C-F (D2-Am)         | RC Harelbeke (D2-Am)           | 0-2       |            |        |
| 277 | K. Bocholter VV ( D2-Am)             | K. SV Oudenaarde (D1-Am)       | 4-2       |            |        |
| 278 | FC Helson Helchteren (D3-Am)         | K. SC Eendracht Aalst ( D2-Am) | 1-2       |            |        |
| 279 | K. St-Eloois-Winkel Sport ( D2-Am)   | AS Verbr. Geel ( D1-Am)        | 0-1       |            |        |
| 280 | R. FC Meux (D2-Am)                   | R. Cappellen FC ( D2-Am)       | 4-5       |            |        |

- Un seul des huit clubs de Proximus League (II) n'a pas réussi à franchir le 5e tour : R. Union St-Gilloise.
- Un seul cercle amateur francophone a survécu aux cinq premiers tours: R. Sprimont Comblain Sport.
- Le niveau le plus bas encore représenté est la D2 Amateur (4e niveau, anciennement "Promotion": 4 clubs encore en lice.

## Seizièmes de finale
La répartition des 32 clubs est la suivante : 16 clubs de Jupiler Pro League (I), 7 clubs de Proximus League (II), 5 clubs de Division 1 Amateur et 4 clubs de Division 2 Amateur. Ce tour est disputé le 21 septembre 2016.

### Participants

#### par Régions
| Régions         | Total | JP (I) | PL (II) | D1-Am | D2-Am |
| --------------- | ----- | ------ | ------- | ----- | ----- |
| Bruxelles       | 1     | 1      | 0       | 0     | 0     |
| Région flamande | 25    | 11     | 6       | 4     | 4     |
| Région wallonne | 6     | 4      | 1       | 1     | 0     |
| TOTAUX          | 32    | 16     | 7       | 5     | 4     |

#### par Provinces
| # | Provinces                                                                                               | Total | JP (I) | PL (II) | D1-Am | D2-Am | D3-Am | Détails Clubs Amateurs                                                        |
| - | --- | ----- | ------ | ------- | ----- | ----- | ----- | ----------------------------------------------------------------------------- |
| 1 | Province d'Anvers                                                                                       | 8     | 2      | 2       | 3     | 1     | 0     | Oosterzonen (1-Am), Verbr. Geel (1-Am), Dessel Sport (1-Am), Cappellen (2-Am) |
| 2 | Province de Brabant Région de Bruxelles-Capitale Province du Brabant flamand Province du Brabant wallon | 3 1   | 1 1 0  | 2 0 1   | 0 0   | 0 0   | 0 0   |                                                                               |
| 3 | Province de Flandre-Occidentale                                                                         | 7     | 4      | 2       | 0     | 1     | 0     | RC Harelbeke (2-Am)                                                           |
| 4 | Province de Flandre-Orientale                                                                           | 4     | 3      | 0       | 0     | 1     | 0     | Eendr. Alost (2-Am)                                                           |
| 5 | Province de Hainaut                                                                                     | 2     | 2      | 0       | 0     | 0     | 0     |                                                                               |
| 6 | Province de Liège                                                                                       | 3     | 2      | 0       | 1     | 0     | 0     | Sprimont (1-Am)                                                               |
| 7 | Province de Limbourg                                                                                    | 5     | 2      | 1       | 1     | 1     | 0     | Hasselt (1-Am), Bocholt (2-Am)                                                |
| 8 | Province de Luxembourg                                                                                  | 0     | 0      | 0       | 0     | 0     | 0     |                                                                               |
| 9 | Province de Namur                                                                                       | 0     | 0      | 0       | 0     | 0     | 0     |                                                                               |
|   | TOTAUX                                                                                                  | 32    | 16     | 7       | 5     | 4     | 0     |                                                                               |

### Résultats
Ce tour est joué, le mercredi 21 septembre 2016, en une seule manche disputée sur le terrain de la première équipe citée. En cas d'accord entre les clubs concernés, l'ordre du tirage au sort peut être inversé. À noter que dans le cas d'une rencontre impliquant un cercle amateur, celui-ci a le privilège de jouer à domicile après accord des autorités locales et si ses installations répondent au minima requis par le règlement de l'épreuve (éclairage minimal existant et un nombre minimal de places assises).
- Les rencontres no 6 et no 7 ont été jouées le mardi 20 septembre 2016.
- Sur 16 matchs, un qualifié est désigné après des tirs au but et neuf autres grâce à une victoire par un seul goal d'écart.
- Le Standard est éliminé dès ses débuts, par un club amateur du 3e niveau. Cela faisait 21 ans qu'un tenant du trophée n'avait plus été sorti d'entrée.

|  | Clubs qualifiés pour le tour suivant |
|  | Tenant du trophée                    |

| N°  | Équipe 1                       | Équipe 2                           | Score 90' | Score 120' | T au b |
| S1  | RC Harelbeke (D2-Am)           | K. St-Truidense VV (I)             | 1-6       |            |        |
| S2  | K. VC Westerlo (I)             | AFC Tubize (II)                    | 0-1       |            |        |
| S3  | R. Cappellen FC ( D2-Am)       | SV Zulte-Waregem (I)               | 1-2       |            |        |
| S4  | K. Lierse SK (II)              | K. AA Gent (I)                     | 1-2       |            |        |
| S5  | Sporting Hasselt (D1-Am)       | YR KV Mechelen (I)                 | 2-3       |            |        |
| S6  | K. FC Dessel Sport ( D1-Am)    | Excel Mouscron (I)                 | 2-2       | 3-3        | 7-8    |
| S7  | Club Brugge KV (I)             | Lommel United (II)                 | 3-1       |            |        |
| S8  | K. SC Lokeren (I)              | Cercle Brugge K. SV (II)           | 3-2       |            |        |
| S9  | K. SV Roeselare (II)           | K. AS Eupen ( I)                   | 2-3       |            |        |
| S10 | KV Kortrijk (I)                | R. Sprimont Comblain Sport (D1-Am) | 2-0       |            |        |
| S11 | K. RS Waasland-Beveren (I)     | K. FC Oosterzonen (D1-Am)          | 2-0       |            |        |
| S12 | SC Eendracht Aalst ( D2-Am)    | K. RC Genk (I)                     | 0-4       |            |        |
| S13 | R. SC Anderlecht (I)           | Oud-Heverlee Leuven ( II)          | 1-0       |            |        |
| S14 | R. Antwerp FC (II)             | KV Oostende (I)                    | 0-2       |            |        |
| S15 | AS Verbroedering Geel ( D1-Am) | R. Standard de Liège (I)           | 2-1       |            |        |
| S16 | R. Charleroi SC (I)            | K. Bocholter VV ( D2-Am)           | 5-0       |            |        |

## Huitièmes de finale
Ce tour est joué, le mercredi 30 novembre 2016, en une seule manche disputée sur le terrain de la première équipe citée. En cas d'accord entre les clubs et/ou les diffuseurs télé, une rencontre peut être avancé au mardi ou reculée au jeudi.
La répartition des 16 clubs est la suivante : 14 clubs de Jupiler Pro League (D1), 1 club de Proximus League (D2) et 1 club de Division 1 Amateur.
- L'ordre du tirage au sort de la rencontre "H2" est inversé, car l'équipe amateur (AS Verbr. Geel) dispose d'installations répondant aux critères prévus.
- Le match Eupen-Club Bruges est avancé au mardi 29/11, la partie Sp. Charleroi-Anderlecht est reculée au jeudi 01/12.
- Toutes les rencontres donnent lieu à des scores étriqués. Deux qualifications se jouent lors d'une séance de tirs au but. Le match le plus "fou" est celui qui oppose les deux "Sporting": Charleroi prend l'avance rapidement mais est rejoint et dépassé par Anderlecht. Tout à la fin du match, l'Anderlechtois Massimo Bruno, seul à un mètre de l'objectif, loupe le 1-3. Sur la remontée de terrain, les Zèbres égalisent à la suite d'un coup de coin et malgré un hors jeu net mais non sanctionné. Plus actifs pendant la prolongation, les Carolos valident leur billet pour les quarts de finale lors des tirs au but. Le gardien Parfait Mananda écartant l'envoi du Polonais Lukasz Theodorczik.
- Avec les éliminations du Club Brugeois, de Lokeren et d'Anderlecht, il ne reste que trois anciens vainqueurs en lice: La Gantoise, Genk et Zulte-Waregem

### par Régions
| Régions         | Total | JP (I) | PL (II) | D1-Am |
| --------------- | ----- | ------ | ------- | ----- |
| Bruxelles       | 1     | 1      | 0       | 0     |
| Région flamande | 11    | 10     | 0       | 1     |
| Région wallonne | 4     | 3      | 1       | 0     |
| TOTAUX          | 16    | 14     | 1       | 1     |

### par Provinces
| # | Provinces                                                                                               | Total | JP (I) | PL (II) | D1-Am | Détails Clubs Amateurs    |
| - | --- | ----- | ------ | ------- | ----- | ------------------------- |
| 1 | Province d'Anvers                                                                                       | 2     | 1      | x       | 1     | Verbroedering Geel (1-Am) |
| 2 | Province de Brabant Région de Bruxelles-Capitale Province du Brabant flamand Province du Brabant wallon | 2 1 0 | 1 1 0  | 1 0 1   | 0 0   |                           |
| 3 | Province de Flandre-Occidentale                                                                         | 4     | 4      | x       | 0     |                           |
| 4 | Province de Flandre-Orientale                                                                           | 3     | 3      | x       | 0     |                           |
| 5 | Province de Hainaut                                                                                     | 2     | 2      | x       | 0     |                           |
| 6 | Province de Liège                                                                                       | 1     | 1      | x       | 0     |                           |
| 7 | Province de Limbourg                                                                                    | 2     | 2      | x       | 0     |                           |
|   | TOTAUX                                                                                                  | 16    | 14     | 1       | 1     |                           |

### Résultats
|  | Clubs qualifiés pour le tour suivant |

|    | Dates      | Équipe 1                      | Équipe 2                | Score 90' | Score 120' | T au b |
| H1 | 30/11/2016 | KV Kortrijk (I)               | Excel Mouscron (I)      | 1-0       |            |        |
| H2 | 30/11/2016 | AS Verbroedering Geel (D1-Am) | SV Zulte-Waregem (I)    | 1-1       | 1-2        |        |
| H3 | 29/11/2016 | K. AS Eupen (I)               | Club Brugge KV (I)      | 3-2       |            |        |
| H4 | 30/11/2016 | RS Waasland-Beveren SK (I)    | K. RC Genk (I)          | 1-3       |            |        |
| H5 | 30/11/2016 | K. St-Truidense VV (I)        | YR KV Mechelen (I)      | 2-2       | 2-2        | 4-3    |
| H6 | 30/11/2016 | AFC Tubize (II)               | KV Oostende (I)         | 3-3       | 3-4        |        |
| H7 | 01/12/2016 | R. Charleroi SC (I)           | R. SC Anderlecht (I)    | 2-2       | 2-2        | 5-3    |
| H8 | 30/11/2016 | K. AA Gent (I)                | K. SC Lokeren O-Vl. (I) | 1-0       |            |        |

## Quarts de finale
Les rencontres se jouent le mercredi 14 décembre 2016. Les quarts de finale sont joués en une seule manche.
- Il ne reste en course que 8 formations évoluant en Jupiler League. On retrouve trois anciens vainqueurs (La Gantoise, Genk et Zulte-Waregem) et trois anciens finalistes (Charleroi, Courtrai et St-Trond).

### Participants

#### par régions
| Régions         | Total | JP (I) |
| --------------- | ----- | ------ |
| Bruxelles       | 0     | 0      |
| Région flamande | 6     | 6      |
| Région wallonne | 2     | 2      |
| TOTAUX          | 8     | 8      |

#### par provinces
| # | Provinces                       | Total | JP (I) |
| - | ------------------------------- | ----- | ------ |
| 3 | Province de Flandre-Occidentale | 3     | 3      |
| 4 | Province de Flandre-Orientale   | 1     | 1      |
| 5 | Province de Hainaut             | 1     | 1      |
| 6 | Province de Liège               | 1     | 1      |
| 7 | Province de Limbourg            | 2     | 2      |
|   | TOTAUX                          | 8     | 8      |

### Résultats
|  | Clubs qualifiés pour le tour suivant |

|    | Dates      | Équipe 1             | Équipe 2               | Score 90' | Score 120' | T au b |
| Q1 | 13/12/2016 | K. AS Eupen (I)      | KV Kortrijk (I)        | 4-0       |            |        |
| Q2 | 14/12/2016 | SV Zulte-Waregem (I) | K. St-Truidense VV (I) | 2-0       |            |        |
| Q3 | 14/12/2016 | KV Oostende (I)      | K. AA Gent (I)         | 1-0       |            |        |
| Q4 | 14/12/2016 | R. Charleroi SC (I)  | K. RC Genk (I)         | 1-1       | 1-3        |        |

## Demi-finales
| 17 janvier 2017 | KV Oostende (I)           | 1 - 1   | K. RC Genk (I)         |  |  |
|                 | Kévin Vandendriessche 21e | (1 - 0) | 55e Ruslan Malinovskyi |  |  |

| 31 janvier 2017 | K. RC Genk (I) | 0 - 1   | KV Oostende (I)     |  |  |
|                 |                | (0 - 1) | 8e Knowledge Musona |  |  |

| 18 janvier 2017 | SV Zulte-Waregem (I) | 1 - 0   | K. AS Eupen (I) |  |  |
|                 | Sander Coopman 86e   | (0 - 0) |                 |  |  |

| 1er février 2017 | K. AS Eupen (I) | 0 - 2   | SV Zulte-Waregem (I)                    |  |  |
|                  |                 | (0 - 0) | 77e Brian Hamalainen · 89e Luca Marrone |  |  |

## Finale
Le match de la finale de la coupe est joué le samedi 18 mars 2017, au Stade Roi Baudouin de Bruxelles. Le "Essevé" conquiert son second trophée, onze ans après le premier mais toujours avec le même entraineur, Francky Dury.
Bien que sans atteindre un très haut niveau technique, la partie est agréable à suivre, y compris pour les spectateurs neutres. Un vrai "match de coupe", plein d'engagements et de rebondissements avec un épilogue haletant. Très légèrement supérieur dans le jeu, Zulte-Waregem s'impose au bout du suspense.
| KV Ostende ·      |                       |     |
| Titulaires :      |                       |     |
|                   |                       |     |
| 28                | William Dutoit        |     |
| 27                | Brecht Capon          |     |
| 31                | Bruno Godeau          |     |
| 18                | David Rozehnal        |     |
| 16                | Adam Marušić          |     |
| 26                | Kévin Vandendriessche |     |
| 20                | Michiel Jonckheere    | 72e |
| 7                 | Sébastien Siani       |     |
| 10                | Franck Berrier        | 86e |
| 11                | Knowledge Musona      |     |
| 19                | / Landry Dimata       | 97e |
|                   |                       |     |
| Remplaçants :     |                       |     |
| 1                 | Silvio Proto          |     |
| 4                 | Fabien Antunes        |     |
| 6                 | Mathias Bossaerts     |     |
| 8                 | Yassine El Ghanassy   | 86e |
| 15                | Andile Jali           |     |
| 17                | Joseph Akpala         | 97e |
| 55                | Fernando Canesin      | 72e |
|                   |                       |     |
| Entraîneur :      |                       |     |
| Yves Vanderhaeghe |                       |     |

| SV Zulte Waregem · |                    |     |
| Titulaires :       |                    |     |
|                    |                    |     |
| 1                  | Sammy Bossut       |     |
| 31                 | Brian Hamalainen   |     |
| 3                  | Marvin Baudry      |     |
| 6                  | Timothy Derijck    |     |
| 15                 | Lukas Lerager      |     |
| 10                 | Onür Kaya          | 82e |
| 14                 | Henrik Dalsgaard   |     |
| 17                 | Soualiho Meïté     |     |
| 29                 | Alessandro Cordaro | 56e |
| 23                 | Christophe Lepoint | 57e |
| 9                  | Mbaye Leye         |     |
|                    |                    |     |
| Remplaçants :      |                    |     |
| 22                 | Kenny Steppe       |     |
| 4                  | Luca Marrone       |     |
| 7                  | Aliko Bala         |     |
| 15                 | Kingsley Madu      |     |
| 19                 | Babacar Gueye      | 57e |
| 21                 | Robert Mühren      | 82e |
| 43                 | Sander Coopman     | 56e |
|                    |                    |     |
| Entraîneur :       |                    |     |
| Francky Dury       |                    |     |

| KV Ostende ·      |                       |     |
| Titulaires :      |                       |     |
|                   |                       |     |
| 28                | William Dutoit        |     |
| 27                | Brecht Capon          |     |
| 31                | Bruno Godeau          |     |
| 18                | David Rozehnal        |     |
| 16                | Adam Marušić          |     |
| 26                | Kévin Vandendriessche |     |
| 20                | Michiel Jonckheere    | 72e |
| 7                 | Sébastien Siani       |     |
| 10                | Franck Berrier        | 86e |
| 11                | Knowledge Musona      |     |
| 19                | / Landry Dimata       | 97e |
|                   |                       |     |
| Remplaçants :     |                       |     |
| 1                 | Silvio Proto          |     |
| 4                 | Fabien Antunes        |     |
| 6                 | Mathias Bossaerts     |     |
| 8                 | Yassine El Ghanassy   | 86e |
| 15                | Andile Jali           |     |
| 17                | Joseph Akpala         | 97e |
| 55                | Fernando Canesin      | 72e |
|                   |                       |     |
| Entraîneur :      |                       |     |
| Yves Vanderhaeghe |                       |     |

| SV Zulte Waregem · |                    |     |
| Titulaires :       |                    |     |
|                    |                    |     |
| 1                  | Sammy Bossut       |     |
| 31                 | Brian Hamalainen   |     |
| 3                  | Marvin Baudry      |     |
| 6                  | Timothy Derijck    |     |
| 15                 | Lukas Lerager      |     |
| 10                 | Onür Kaya          | 82e |
| 14                 | Henrik Dalsgaard   |     |
| 17                 | Soualiho Meïté     |     |
| 29                 | Alessandro Cordaro | 56e |
| 23                 | Christophe Lepoint | 57e |
| 9                  | Mbaye Leye         |     |
|                    |                    |     |
| Remplaçants :      |                    |     |
| 22                 | Kenny Steppe       |     |
| 4                  | Luca Marrone       |     |
| 7                  | Aliko Bala         |     |
| 15                 | Kingsley Madu      |     |
| 19                 | Babacar Gueye      | 57e |
| 21                 | Robert Mühren      | 82e |
| 43                 | Sander Coopman     | 56e |
|                    |                    |     |
| Entraîneur :       |                    |     |
| Francky Dury       |                    |     |

## Nombre d'équipes par division
| Division   | Quatrième tour préliminaire | +  | Cinquième tour préliminaire | +   | Seizièmes de finale | Huitièmes de finale | Quarts de finale | Demi-finales | Finale |
| ---------- | --------------------------- | -- | --------------------------- | --- | ------------------- | ------------------- | ---------------- | ------------ | ------ |
| I          |                             |    |                             | +16 | 16                  | 14                  | 8                | 4            | 2      |
| II         | N/A                         | +8 | 8                           |     | 7                   | 1                   | 0                | 0            | 0      |
| D1 Am      | 13                          |    | 9                           |     | 5                   | 1                   | 0                | 0            | 0      |
| D2 Am      | 21                          |    | 12                          |     | 4                   | 0                   | 0                | 0            | 0      |
| D3 Am      | 10                          |    | 3                           |     | 0                   | 0                   | 0                | 0            | 0      |
| Provincial | 1                           |    | 0                           |     | 0                   | 0                   | 0                | 0            | 0      |
| Total      | 64                          | +8 | 32                          | +16 | 32                  | 16                  | 8                | 4            | 2      |